# Odynerus infucatus
Odynerus infucatus är en stekelart som beskrevs av Giordani Soika. Odynerus infucatus ingår i släktet lergetingar, och familjen Eumenidae. Inga underarter finns listade i Catalogue of Life.